# Jens Siemon
Jens Siemon ist ein deutscher Erziehungswissenschaftler.

## Leben
Ab 1992 studierte er Wirtschaftspädagogik mit dem zweiten Unterrichtsfach Spanisch und einer Spezialisierung auf die Wirtschaftsinformatik. Nach der Promotion 2002 zum Dr. rer. pol. an der Universität Göttingen ist er seit 2009 Professor (W3) für Erziehungswissenschaft mit dem Schwerpunkt Wirtschaftspädagogik unter besonderer Berücksichtigung der Medienberufe sowie der beruflichen Informatik an der Universität Hamburg.
Seine Forschungsschwerpunkte sind Lehr-Lernforschung / Unterrichtsforschung mit Video, Simulationen zum Lernen und Lehren, Sprache in der Berufsbildung und berufliche Bildung in der Wissensgesellschaft.

## Schriften (Auswahl)
- Evaluation eines komplexen Lehr-Lern-Arrangements. Eine netzwerk- und inhaltsanalytische Studie am Beispiel der Einführung in ein Modellunternehmen. Wiesbaden 2003, ISBN 3-8244-0717-5.
- mit Birgit Ziegler, Nicole Kimmelmann und Ralf Tenberg (Hrsg.): Beruf und Sprache. Anforderungen, Kompetenzen und Förderung. Stuttgart 2016, ISBN 3-515-11438-6.